# Calocoris affinis
Calocoris affinis är en insektsart som först beskrevs av Herrich-schaeffer 1835.  Calocoris affinis ingår i släktet Calocoris och familjen ängsskinnbaggar. Inga underarter finns listade i Catalogue of Life.

## Bildgalleri

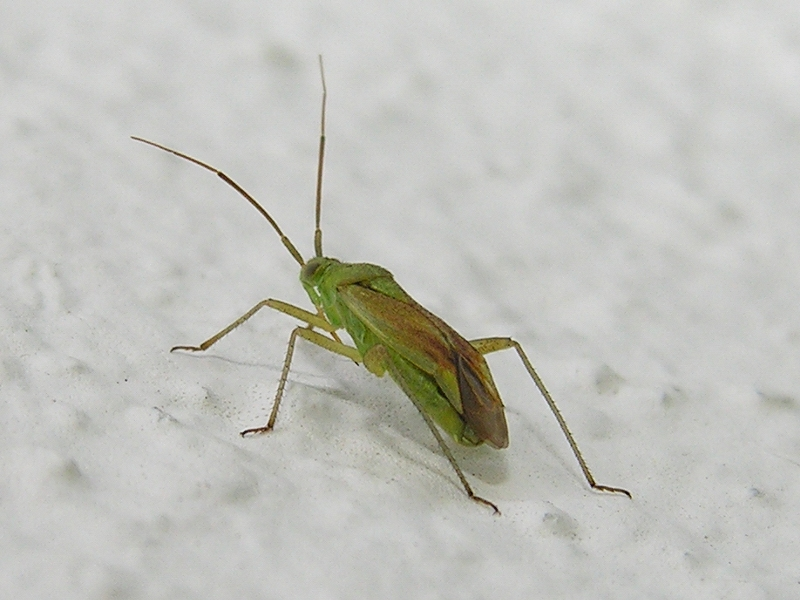
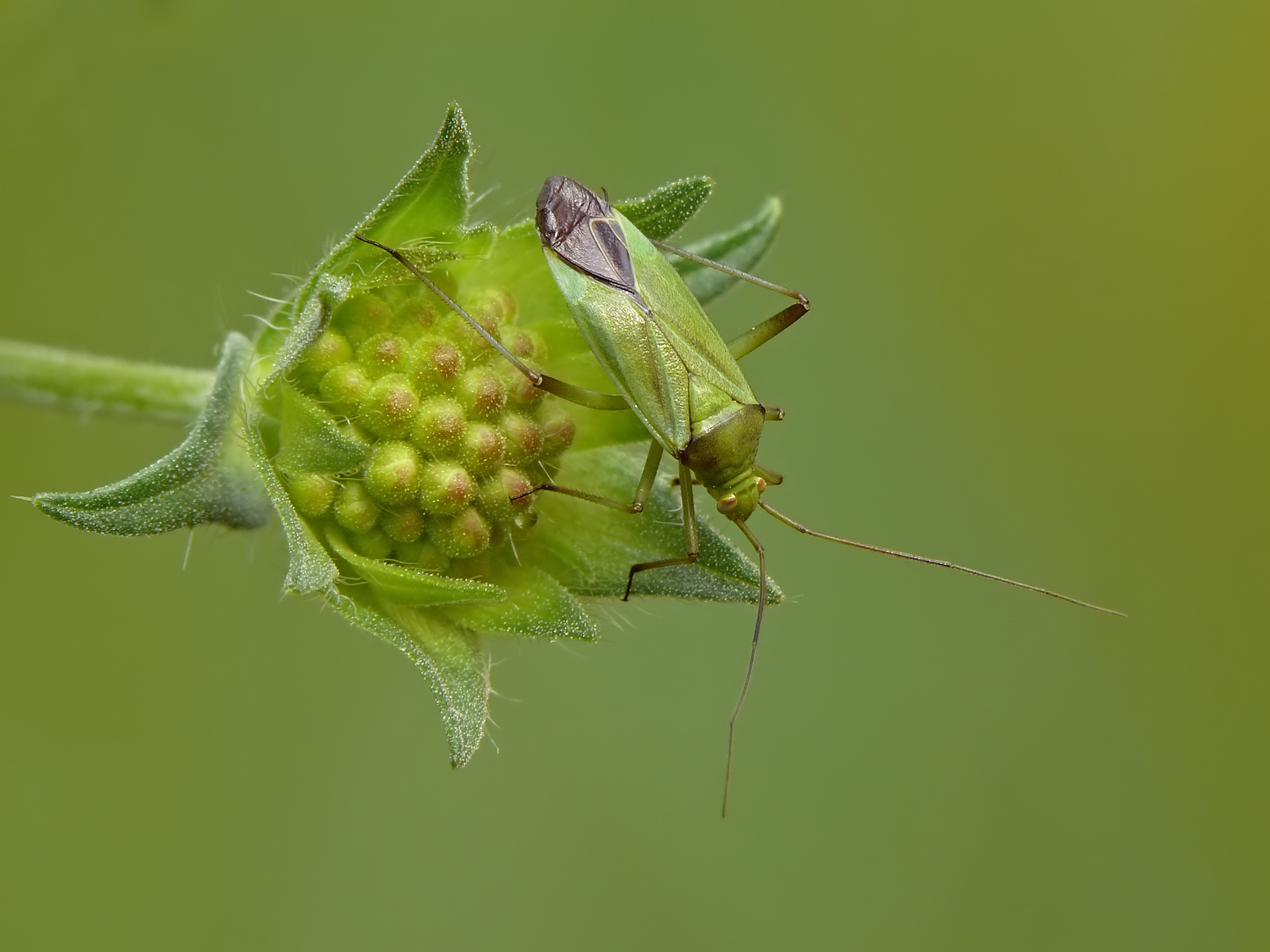
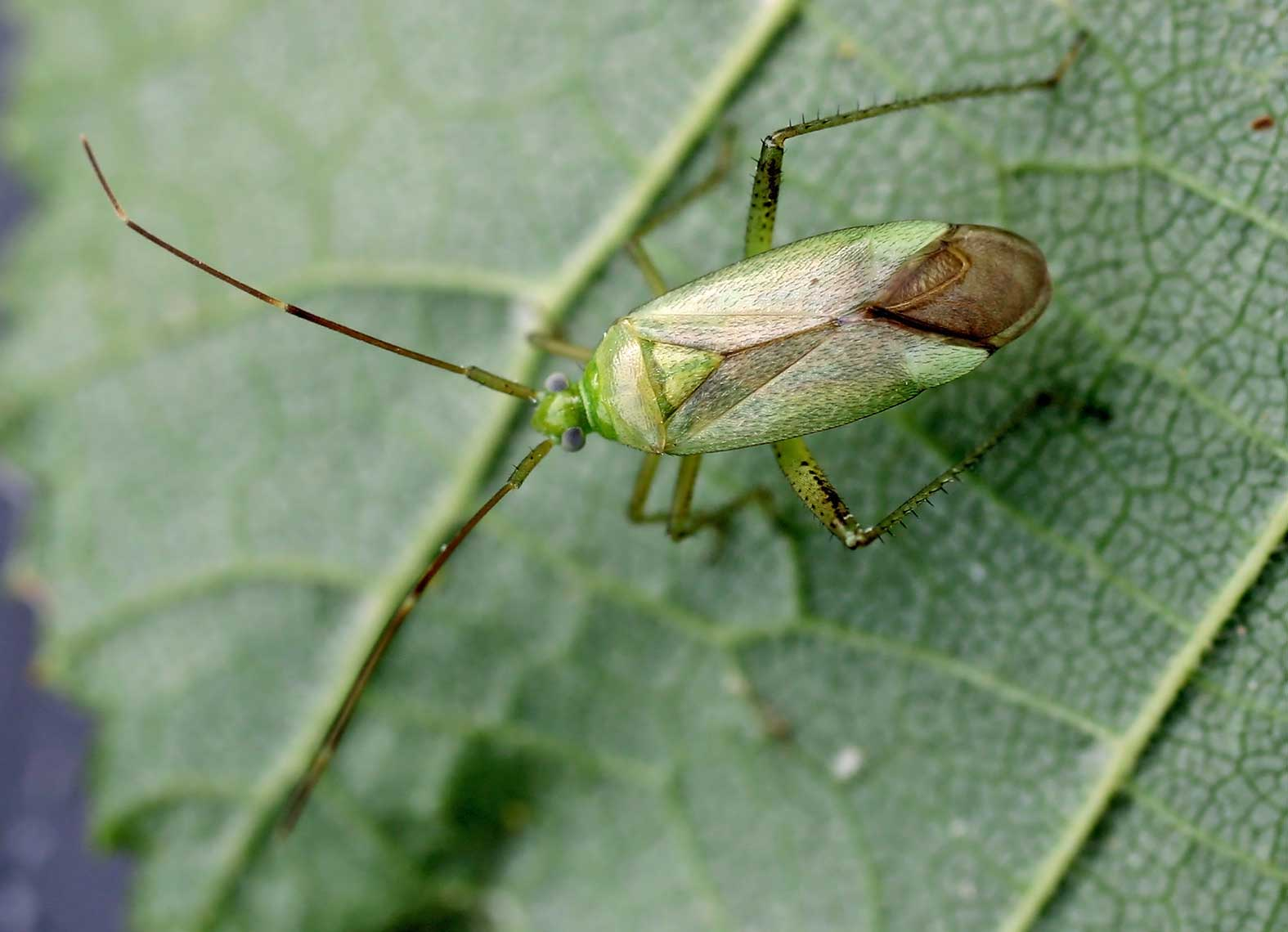
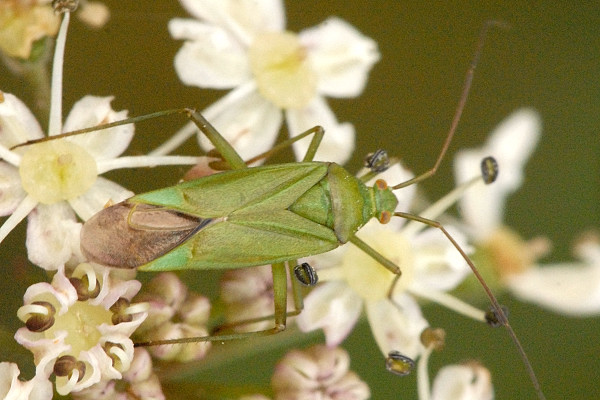